# جنترم
جنترم (انگلیسی: Gentherm) شرکت خودروسازی آمریکایی است، که در سال ۱۹۹۱ تأسیس شد.